# Penguin Point (Georg-V.-Küste)
Der Penguin Point ist eine felsige Landspitze an der Westseite der Einfahrt zur Murphy Bay an der ostantarktischen Georg-V.-Küste. Sie ragt bis zu 95 m hoch auf und bildet das Ende einer 5 km langen Granitmauer.
Entdeckt und benannt wurde sie 1912 von dem vom australischen Geologen Cecil Thomas Madigan (1889–1947) geleiteten Mannschaftsteil der Australasiatischen Antarktisexpedition (1911–1914) unter der Leitung des australischen Polarforschers Douglas Mawson.